# سیارک ۷۴۹۳
سیارک ۷۴۹۳ (به انگلیسی: 7493 Hirzo، نامگذاری:1995US2) هفت هزار و چهارصد و نود و سومین سیارک کشف شده‌است که در ۲۴ اکتبر ۱۹۹۵ کشف شد.
قدر مطلق سیارک برابر ۱۳٫۴۰ است.